# 大麻烟卷

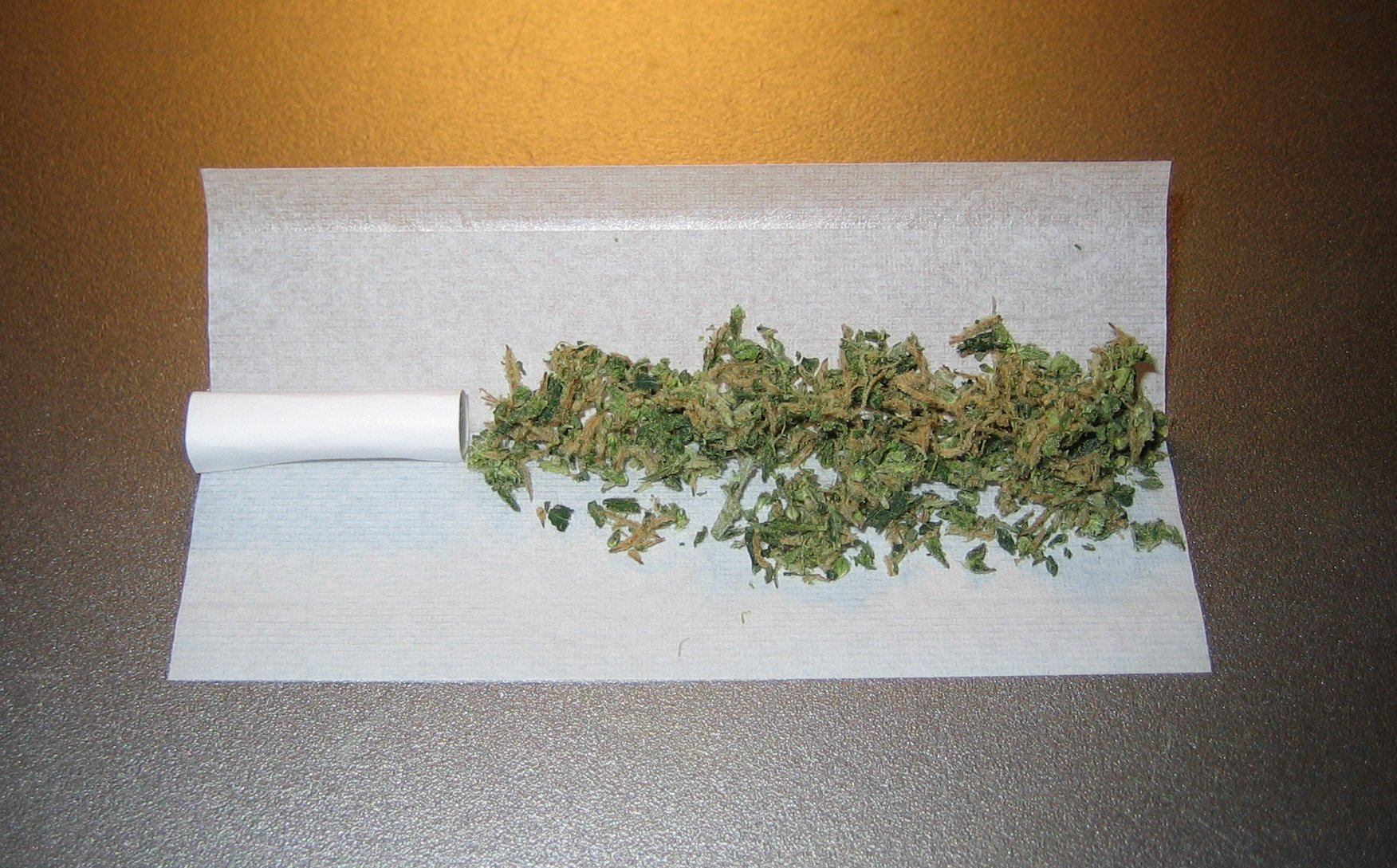
准备卷起的大麻烟卷，左端为过滤嘴

大麻烟卷，即指将大麻捲製而成用于吸食的香烟。最通常用来卷烟的是烟卷纸，也有地方采用经纸（Bible paper）。大麻烟的燃烧温度可达700摄氏度，可使其活性物质大麻素所剩无几。
不完全燃燒會造成焦油等許多致癌物，因此這是毒性很強的吸食方法，醫生會建議採用別種方法攝取大麻（大麻有醫藥用途）。